# Dominik Surowski
Dominik Surowski (ur. 23 lipca 1905 we wsi Biała koło Janowa Lubelskiego, zm. 8 czerwca 1942 w Dachau) – ksiądz katolicki, prefekt szkół powszechnych w Lublinie i Chełmie, więzień obozów w Sachsenhausen i Dachau.

## Pochodzenie i wykształcenie
Był piątym dzieckiem kowala Łukasza Surowskiego i Anastazji Surowskiej z domu Mucha. W latach 1912–1915 uczęszczał do rosyjskiej powiatowej szkoły elementarnej w Janowie Lubelskim. Od września 1918 do czerwca 1925 był uczniem Gimnazjum Koedukacyjnego Wydziału Powiatowego Sejmiku w Janowie Lubelskim. W latach 1925–1929 był alumnem Wyższego Seminarium Duchownego w Lublinie. 23 czerwca 1929 otrzymał święcenia kapłańskie z rąk ks. bpa Mariana Leona Fulmana. W latach 1932–37 studiował historię na Wydziale Nauk Humanistycznych Katolickiego Uniwersytetu Lubelskiego.

## Praca
16 sierpnia 1929 ks. Surowski otrzymał od biskupa Fulmana nominację na prefekta szkół powszechnych w Lublinie. Pracę na tym stanowisku rozpoczął 1 września 1929 w siedmioklasowej Publicznej Szkole Powszechnej nr 10 w Lublinie przy ul. Kalinowszczyzna. Pracował tam dwa lata, do końca sierpnia 1931. 
Od 1 września 1931 pracował w Publicznej Szkole Powszechnej nr 15 im. Grzegorza Piramowicza w Lublinie przy ul. Długiej. 
We wrześniu 1937 ks. Surowski został przeniesiony do sanktuarium maryjnego p.w. Narodzenia Najświętszej Maryi Panny na Górze Chełmskiej. Otrzymał funkcję prefekta w Szkole Powszechnej nr 1 im. Tadeusza Kościuszki w Chełmie.  Szkoła zajmowała się na parterze trzykondygnacyjnego budynku przy ul. I Pułku Szwoleżerów 1. 
W Archiwum Państwowym w Lublinie Oddział w Chełmie zachowała się opinia na temat pracy księdza Surowskiego. W datowanym na 27 XII 1938 r. dokumencie kierownik szkoły Jan Błaszczak zapisał: W wykonywaniu obowiązków sumienny. W pracy stosuje odpowiednie metody i osiąga, tak w wychowaniu, jak i w nauczaniu, wyniki zadowalające. Stosunek do dzieci życzliwy i przyjazny. Pracę dzieci ocenia rzeczowo i uwzględnia wszystkie czynniki mające wpływ na pracę. W stosunku do przełożonych grzeczny i lojalny; zarządzenia wykonuje bez zarzutu. Stosunek do grona nauczycielskiego koleżeński. Do zawodu nauczycielskiego dobrze przygotowany. Posiada znajomość przepisów szkolnych i programu religii. Zdolności organizacyjne posiada w nieznacznym stopniu. Jest samodzielny, uczciwy, dość energiczny, chętny do pracy i posiada poczucie odpowiedzialności służbowej. Zachowanie się w służbie i poza służbą bez zarzutu. 

## W hitlerowskich więzieniach i obozach
Wybuch II wojny światowej zastał ks. Surowskiego w Chełmie. Wojna dotarła tam już 8 września 1939 roku, w dzień odpustu w sanktuarium maryjnym. Luftwaffe przeprowadziło wówczas naloty na miasto. Od 9 października 1939 Chełm był pod okupacją niemiecką. 20 listopada 1939 roku 14 chełmskich duchownych, wśród nich ks. Surowski, zostało aresztowanych przez gestapo i przewiezionych do centralnego więzienia hitlerowskiego na Lubelszczyźnie na Zamku lubelskim. W więzieniu na zamku przebywał ks. Surowski do czerwca 1940 roku. 18 czerwca 1940 r. ks. Surowski znalazł się w transporcie do obozu w Sachsenhausen. W obozowej kancelarii otrzymał numer 25747. Na pasiaku naszyto mu czerwony trójkąt tzw. Winkiel, który oznaczał kategorię „Schützhäftling”, czyli „więzień zatrzymany prewencyjnie”.
13 grudnia 1940 r. przeszło pół tysiąca duchownych, wśród nich ks. Surowski, zostało przewiezionych z Sachsenhausen do obozu koncentracyjnego w Dachau. W Konzentrationslager Dachau ks. Surowski otrzymał numer obozowy 22539. Przydzielono go do bloku 28, do izby nr 3. 
W Martyrologium duchownych diecezji lubelskiej, zakonników oraz duchownych pozadiecezjalnych nękanych w miejscach kaźni na terenie Lubelszczyzny w latach 1939-1945 ksiądz W. Depczyński zapisał, że w Dachau ks. Surowski został przydzielony do komanda, do pługa i brony jako siła pociągowa. Była to najcięższa praca wykonywana przez więźniów na polach i w ogrodzie znajdujących się tuż za ogrodzeniem obozu. Kapo znęcał się nad nim specjalnie i głodził; mężczyzna o silnej budowie ok. 100 kg wagi zeszedł do 40 kg. Gdy dokuczał mu głód, dorzucał do obozowej zupy mlecz i pokrzywy uzbierane w polu. To go zgubiło. 
Mimo ekstremalnych warunków panujących w bawarskim obozie ks. Surowski został zapamiętany jako kolega uczynny i usłużny. Ks. W. Depczyński wspomina „Gdy kanclerz Kurii Biskupiej ks. Ochalski nie mógł dźwigać ciężarów, ks. Surowski chętnie go wyręczał w dźwiganiu kotłów”. .,,(…) chleb oddawał słabszym od siebie kolegom, bo uważał, iż oni przetrwają, a on nie przetrzyma”.
Wycieńczony ciężką pracą, skrajnie niedożywiony 8 czerwca 1942 trafił do obozowej izby chorych w bloku 7. Po stwierdzeniu u niego puchliny brzusznej i odmy, został umieszczony w izbie nr 4, przeznaczonej dla nieuleczalnie chorych. W przygotowanym dzień później raporcie dotyczącym ks. Dominika Surowskiego naczelny lekarz w obozie dr Waldemar Wolter napisał: „Twarz i obie nogi bardzo napuchły z powodu odmy. Brzuch napęczniał, a tkanki były wypełnione płynem. Jego stan szybko się pogarszał, w godzinach wieczornych stracił przytomność i o godzinie 21.00 umarł”. Jako przyczynę śmierci dr Wolter podał „zatrzymanie pracy serca i krążenia z powodu odmy”. 
Zwłoki ks. Surowskiego zostały przewiezione do Monachium. Tam spalono je w krematorium znajdującym się na terenie cmentarza Ostfriedhof przy St. Martin Strasse 41. Prochy umieszczono w urnie z identyfikatorem K 3872.
Wiadomość o śmierci ks. Surowskiego dotarła do chełmskiej parafii na początku lipca. Zapis w kronice parafii mariackiej mówi, że w sobotę 4 lipca 1942 r. o godzinie 8 w sanktuarium maryjnym w Chełmie odprawiono mszę św. za jego duszę. Dwa dni później o godz. 8.30 kolejną mszę św. zamówili koledzy nauczyciele ze Szkoły Powszechnej nr 1. 
Do krótkiego listu podpisanego przez komendanta obozu koncentracyjnego, dołączony był akt zgonu, wystawiony 12 czerwca 1942 r. przez urzędnika stanu cywilnego miasta Dachau. Podano w nim przyczynę śmierci księdza: „niewydolność serca i układu krążenia”.

## Upamiętnienie
W 1945 r. w parterowej części dzwonnicy bazyliki mariackiej w Chełmie utworzone zostało Mauzoleum Ofiar Terroru Hitlerowskiego. Wśród marmurowych tablic poświęconych pomordowanym umieszczono płytę upamiętniającą ks. Dominika Surowskiego.
W przedsionku katedry lubelskiej znajduje się tablica, na której znalazły się nazwiska 55 duchownych lubelskich rozstrzelanych lub zamęczonych w latach 1939–1945. Wśród nich jest nazwisko ks. Dominika Surowskiego.
W 2010 roku postać ks. D. Surowskiego została upamiętniona w projekcie realizowanym w Miejscu Pamięci KL Dachau: Księga Pamięci – Imiona zamiast Numerów. Celem projektu jest spisywanie biografii b. więźniów KL Dachau.
W 2015 roku ks. Dominik Surowski był jednym z bohaterów VI edycji projektu edukacyjnego IPN Kamienie Pamięci – Z modlitwą Ojczyźnie 1939–1989. 

## Źródła archiwalne
- Archiwum Państwowe w Lublinie oddział w Chełmie, Inspektorat Szkolny w Chełmie [zespół 13/0], Akta personalne ks. Dominika Surowskiego, sygn. 786.
- Muzeum Ziemi Chełmskiej im. Wiktora Ambroziewicza w Chełmie, Kronika Parafii Mariackiej, mps bez sygnatury.